# Quinn Sullivan
Quinn Sullivan född den 26 mars 1999 är en amerikansk bluessångare och gitarrist som bland annat uppträtt på CBS Sunday Morning, Late Night, Ellen DeGeneres Show och The Oprah Winfrey Show.